# Chiaramonte Gulfi

Localització de Chiaramonte Gulfi

Chiaramonte Gulfi (sicilià Ciaramunti) és un municipi italià, dins de la província de Ragusa. L'any 2007 tenia 8.107 habitants. Limita amb els municipis d'Acate, Comiso, Licodia Eubea (CT), Mazzarrone (CT), Monterosso Almo, Ragusa i Vittoria.

## Administració
| Període   | Identitat           | Partit        |
| --------- | ------------------- | ------------- |
| 2007-2012 | Giuseppe Nicastro   | Lista civica  |
| 2012-2017 | Vito Fornaro        | Lista civica  |
| 2017-2022 | Sebastiano Gurrieri | Lista civica  |
| 2022-     | Mario Cutello       | Llista cívica |

## Esport (futbol)
En el municipi de Chiaramonte s'han creat en els últims anys diversos clubs de futbol amateur. L'època daurada del futbol de Chiaramonte va ser en els anys 80. Actualment existeixen dos petits clubs, anomenats "Ragazzi FC" i "Vecchi FC" respectivament, que juguen en un campionat creat per ells mateixos ("Campionato di Pezze") on adults i nens competeixen entre si només per diversó.

## Personatges il·lustres
- Serafino Amabile Guastella (1819-1899), escriptor en sicilià

## Galeria d'imatges

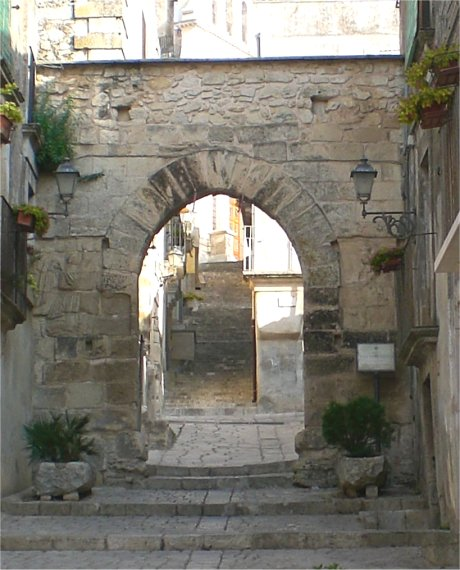
Arc de l'Annunziata
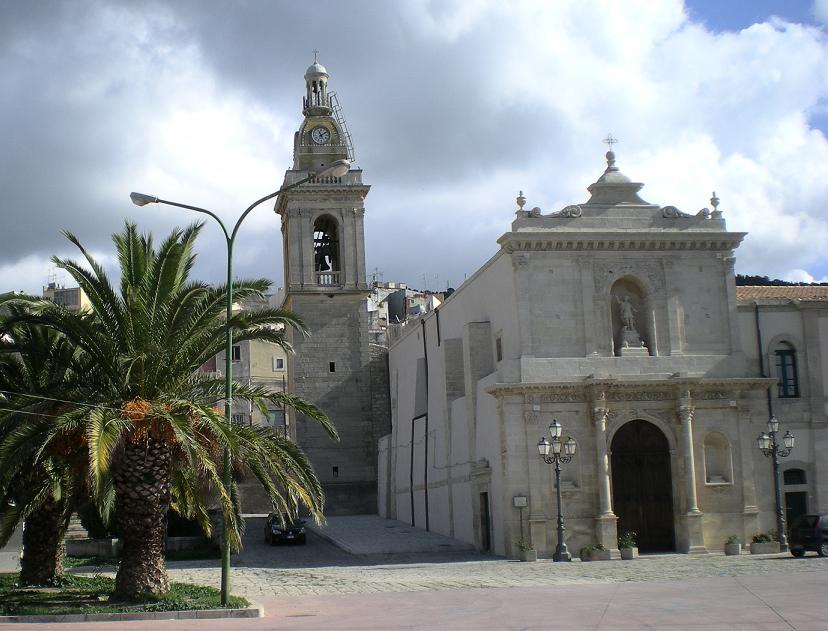
Església de San Vito (s. XVII)
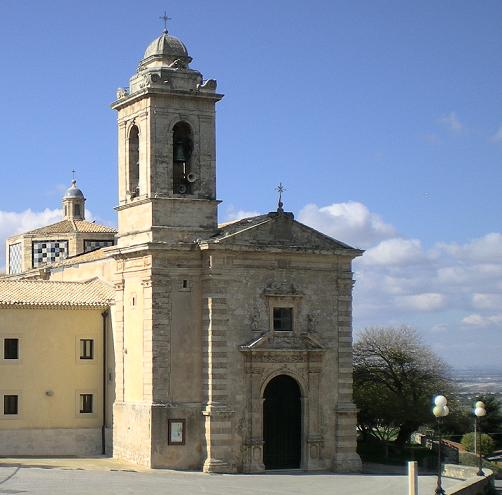
Santuari a la Verge